# Syrenie opowieści
Syrenie opowieści (jap. 人魚シリーズ Ningyo shirīzu) – manga autorstwa Rumiko Takahashi wydana w trzech tomach. Dwa opowiadania z serii, Ningyo no mori (jap. 人魚の森) i Ningyo no kizu (jap. 人魚の傷), zostały zaadaptowane w formie OVA, a wszystkie pozostałe opowieści, z wyjątkiem jednej, zostały później zaadaptowane jako serial anime. Seria znana jest także pod angielskim tytułem Mermaid Saga.
W Polsce licencję na wydanie serii zakupiło wydawnictwo Japonica Polonica Fantastica, natomiast premiera planowana jest na przełom kwietnia i maja 2022.

## Opis fabuły
Według starożytnej japońskiej legendy, każdy kto zje syrenie mięso, może stać się nieśmiertelnym. Jednak istnieje o wiele większa szansa, że konsumpcja doprowadzi do śmierci lub przekształcenia się tej osoby w przeklętą istotę znaną jako Zagubiona Dusza. Yuta, nieśmiertelny, który żyje już pięćset lat wędruje przez Japonię w poszukiwaniu sposobu na odzyskanie śmiertelności i spotyka na swojej drodze inne osoby, których życie zostało zniszczone przez mięso syreny.

## Manga
Manga publikowana była w magazynie „Shūkan Shōnen Sunday” w latach 1984–1994. Początkowo rozdziały zostały wydane nakładem wydawnictwa Shōgakukan w dwóch tomach, zatytułowanych kolejno Ningyo no mori (jap. 人魚の森) oraz Ningyo no kizu (jap. 人魚の傷), natomiast w 2003 roku seria została przedrukowana w trzech tomach.
| # | Tytuł                           | Data wydania         | ISBN               |
| --- | ------------------------------- | -------------------- | ------------------ |
| 1 | Ningyo no mori (jap. 人魚の森)  | 18 października 2003 | ISBN 40-91277-41-1 |
| Lista rozdziałów: - Ningyo wa warawanai (zenpen) (jap. 人魚は笑わない[前編]) - Ningyo wa warawanai (kōhen) (jap. 人魚は笑わない[後編]) - Tōgyo no sato (zenpen) (jap. 闘魚の里[前編]) - Tōgyo no sato (kōhen) (jap. 闘魚の里[後編]) - Ningyo no mori (zenpen) (jap. 人魚の森[前編]) - Ningyo no mori (kōhen) (jap. 人魚の森[後編]) |                                 |                      |                    |
| 2 | Ningyo no kizu (jap. 人魚の傷)  | 18 listopada 2003    | ISBN 40-91277-42-X |
| Lista rozdziałów: - Yume no owari (jap. 夢の終わり) - Yakusoku no ashita (zenpen) (jap. 約束の明日[前編]) - Yakusoku no ashita (kōhen) (jap. 約束の明日[後編]) - Ningyo no kizu (zenpen) (jap. 人魚の傷[前編]) - Ningyo no kizu (kōhen) (jap. 人魚の傷[後編])                                                                      |                                 |                      |                    |
| 3 | Yasha no hitomi (jap. 夜叉の瞳) | 18 grudnia 2003      | ISBN 40-91277-43-8 |
| Lista rozdziałów: - Shari-hime (jap. 舎利姫) - Yasha no hitomi (zenpen) (jap. 夜叉の瞳[前編]) - Yasha no hitomi (kōhen) (jap. 夜叉の瞳[後編]) - Saigo no kao (zenpen) (jap. 最後の顔[前編]) - Saigo no kao (kōhen) (jap. 最後の顔[後編])                                                                                           |                                 |                      |                    |

Wydawnictwo Japonica Polonica Fantastica podało do wiadomości, że nabyło prawa do dystrybucji mangi w Polsce, natomiast premiera zaplanowana jest na przełom kwietnia i maja 2022. Seria w Polsce została wydana w dwóch tomach zbiorczych.
| 1 | kwiecień 2022 | ISBN 978-83-8264-081-6 |
| Lista rozdziałów - Syreny się nie uśmiechają (część pierwsza) (jap. 人魚は笑わない[前編] Ningyo wa warawanai (zenpen)) - Syreny się nie uśmiechają (część druga) (jap. 人魚は笑わない[後編] Ningyo wa warawanai (kōhen)) - Wioska bojowników (część pierwsza) (jap. 闘魚の里[前編] Tōgyo no sato (zenpen)) - Wioska bojowników (część druga) (jap. 闘魚の里[後編] Tōgyo no sato (kōhen)) - Syreni las (część pierwsza) (jap. 人魚の森[前編] Ningyo no mori (zenpen)) - Syreni las (część druga) (jap. 人魚の森[後編] Ningyo no mori (kōhen)) - Koniec koszmaru (jap. 夢の終わり Yume no owari) - Obiecane jutro (część pierwsza) (jap. 約束の明日[前編] Yakusoku no ashita (zenpen)) - Obiecane jutro (część druga) (jap. 約束の明日[後編] Yakusoku no ashita (kōhen)) |               |                        |
| 2 | lipiec 2022   | ISBN 978-83-8264-082-3 |
| Lista rozdziałów - Syrenia blizna (część pierwsza) (jap. 人魚の傷[前編] Ningyo no kizu (zenpen)) - Syrenia blizna (część druga) (jap. 人魚の傷[後編] Ningyo no kizu (kōhen)) - Dziewczynka z prochów i kości (jap. 舎利姫 Shari-hime) - Oko demona (część pierwsza) (jap. 夜叉の瞳[前編] Yasha no hitomi (zenpen)) - Oko demona (część druga) (jap. 夜叉の瞳[後編] Yasha no hitomi (kōhen)) - Ostatnia twarz (część pierwsza) (jap. 最後の顔[前編] Saigo no kao (zenpen)) - Ostatnia twarz (część druga) (jap. 最後の顔[後編] Saigo no kao (kōhen)) |               |                        |

## Anime

### OVA
Pierwszy odcinek OVA, zatytułowany Ningyo no mori (jap. 人魚の森), został wyprodukowany przez studio Pastel i wydany w Japonii w 1991 roku jako część serii Rumik World (jap. るーみっくわーるど).
Drugi odcinek OVA, zatytułowany Ningyo no kizu (jap. 人魚の傷), został wyprodukowany przez studio Madhouse i wydany 24 września 1993, również jako część serii Rumik World. Reżyserem odcinka był Morio Asaka, a za skrypt odpowiadał Tatsuhiko Urahata.

### Serial anime
Na podstawie mangi powstała również 13-odcinkowy telewizyjny serial anime, emitowany od 4 października do 20 grudnia 2003. W japońskiej telewizji wyemitowano jedynie 11 z 13 odcinków; dwa ostatnie (zatytułowane Ningyo no kizu) zostały wydane bezpośrednio na DVD.

#### Spis odcinków
| #  | Tytuł                                        | Premiera                 |
| -- | -------------------------------------------- | ------------------------ |
| 1  | Ningyo wa warawanai (人魚は笑わない)         | 4 października 2003      |
| 2  | Tōgyo no sato (zenpen) (闘魚の里(前編))      | 11 października 2003     |
| 3  | Tōgyo no sato (kōhen) (闘魚の里(後編))       | 18 października 2003     |
| 4  | Ningyo no mori (zenpen) (人魚の森(前編))     | 25 października 2003     |
| 5  | Ningyo no mori (kōhen) (人魚の森(後編))      | 1 listopada 2003         |
| 6  | Yume no owari (夢の終わり)                   | 8 listopada 2003         |
| 7  | Shari-hime (舎利姫)                          | 15 listopada 2003        |
| 8  | Saigo no kao (zenpen) (最後の顔(前編))       | 29 listopada 2003        |
| 9  | Saigo no kao (kōhen) (最後の顔(後編))        | 6 grudnia 2003           |
| 10 | Yakusoku no ashita (zenpen) (約束の明(前編)) | 13 grudnia 2003          |
| 11 | Yakusoku no ashita (kōhen) (約束の明(後編))  | 20 grudnia 2003          |
| 12 | Ningyo no kizu (zenpen) (人魚の傷(前編))     | 19 maja 2004 (tylko DVD) |
| 13 | Ningyo no kizu (kōhen) (人魚の傷(後編))      | 19 maja 2004 (tylko DVD) |

### OVA
Opening
- „Toki no hyōhaku” (jap. 時の漂泊 Drift of Time) (Mermaid's Forest), Junko Hirotani
- „Eien no Namida” (jap. 永遠の涙 dosł. Wieczne łzy) (Mermaid's Scar), Akino Arai

Ending
- „Mori o nukete -Born to love you-” (jap. 森を抜けて-Born to love you-) (Mermaid's Forest), Eri Fukastu
- „Beads of tears” (Mermaid's Scar), Maki Mochida

### Serial anime
Opening
- „Like an angel” by Chiaki Ishikawa

Ending
- „Mizu tamari” (jap. 水たまり), kayoko